# ای‌اس‌جی
ای‌اس‌جی (انگلیسی: ASG) شرکت نرم‌افزار آمریکایی است، که در سال ۱۹۸۶ تأسیس شد.